# ژلزنیتسا (استان بلاگووگراد)
ژلزنیتسا (به بلغاری: Zheleznitsa) یک منطقهٔ مسکونی در بلغارستان است که در استان بلاگووگراد واقع شده‌است.